# Goldener Pflug von Hohenheim
Der Goldene Pflug von Hohenheim ist ein farbig gefasster Beetpflug in Originalgröße, der anlässlich des 25. Krönungsjubiläums des Württembergischen Königs Wilhelm I während des Festzugs der Württemberger am 28. September 1841 auf einem geschmückten Festwagen durch die Straßen von Stuttgart geführt wurde. Der originale Goldene Pflug von Hohenheim und dessen rekonstruierter Festwagen befinden sich im Deutschen Landwirtschaftsmuseum in Hohenheim.

## Geschichte
Der Goldene Pflug von Hohenheim ist ein symbolischer Dank an den Regenten für seine umfangreichen Reformen auf dem Gebiet der Landwirtschaft, die in Reaktion auf das Jahr ohne Sommer von Wilhelm I und seiner damaligen Frau Katharina Pawlowna Romanova, Königin von Württemberg und Großfürstin von Russland, umgesetzt wurden. Urheber des Goldenen Pfluges waren die Lehrkräfte und "Zöglinge" der damaligen landwirtschaftlichen Unterrichts-, Versuchs- und Musteranstalt Hohenheim, deren Gründung 1818 von dem Königspaar initiiert wurde. Bei dem Pflug selber handelt es sich um den „Schwerz-Pflug“ – ein Beetpflug, der in Hohenheim in größeren Stückzahlen in der 1819 gegründeten ortsansässigen Ackergerätefabrik entwickelt und gebaut wurde. Der Goldene Pflug repräsentiert gleichzeitig den Stolz der Hohenheimer Musteranstalt über die eigenen Erfolge bei der Einführung von neuartigen und verbesserten Geräten für die Landwirtschaft.

## Schwerz-Pflug
Bei dem Hohenheimer Beetpflug handelt sich um eine Weiterentwicklung des in der damaligen Provinz Flandern etablierten Beetpfluges (Flandrischer Pflug), der 1824 als Modell durch den Ackerbauschüler Friedrich Feihl nach Hohenheim gebracht wurde. In der zweiten Hälfte der 1820er Jahre wurde in der damaligen Hohenheimer Ackergerätefabrik der Flandrischen Pflug in abgeänderter Weise in Serie nachgebaut. Ab 1828 wird der Flandrische Pflug in Würdigung an Johann Nepomuk Hubert von Schwerz als „Schwerz-Pflug“ aufgeführt und vermarktet. Schwerz war der erste Direktor der Hohenheimer Musteranstalt und machte sich um die Einführung des Flandrischen Pfluges in viele Teile des Deutschen Staatenbundes verdient. Die Vorzüge des Flandrischen Pfluges gegenüber den althergebrachten "Altdeutschen Pflügen" waren seine leichte Handhabung, der geringere Kraftbedarf und das bessere Arbeitsergebnis. Die erstmalig in Süddeutschland praktizierte Serienfertigung von Landtechnik ermöglichte einen günstigen Anschaffungspreis dieses fortschrittlichen Pfluges und trug zu einer weiten Verbreitung bei. Aufgrund seiner ausgereiften Konstruktion diente der Schwerz-Pflug in den Jahren ab 1843 als Grundlage für weitere Pflugentwicklungen der Hohenheimer Ackergerätefabrik.

## Trivia
Der Goldene Pflug ist der Titel einer agrarhistorischen Zeitschrift, die seit 1993 vom Deutschen Landwirtschaftsmuseum Hohenheim erstellt und von dessen Förderverein herausgegeben wird.